# Mistrzostwa Europy w Lekkoatletyce 1946 – bieg na 3000 m z przeszkodami mężczyzn

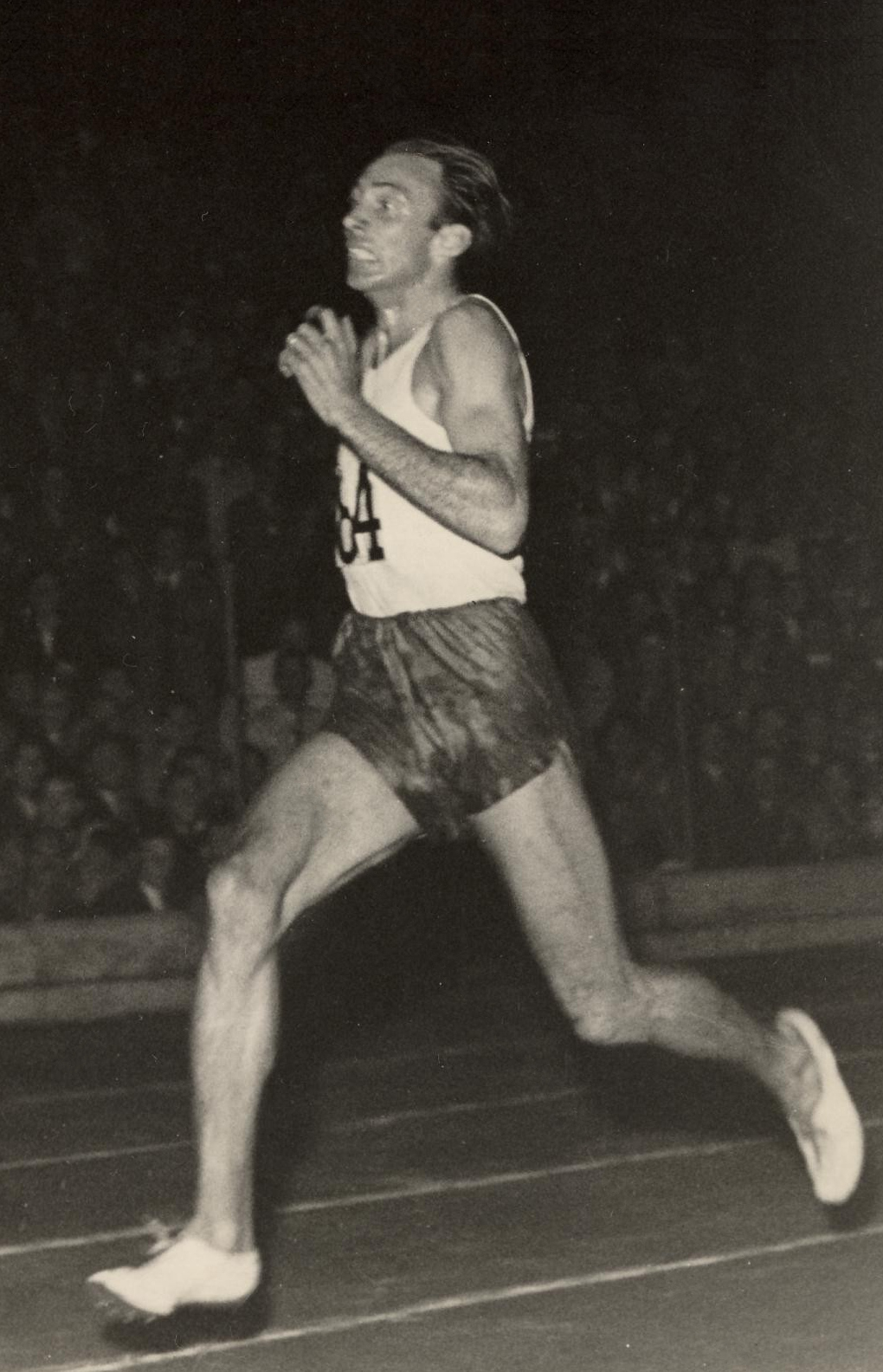
Erik Elmsäter

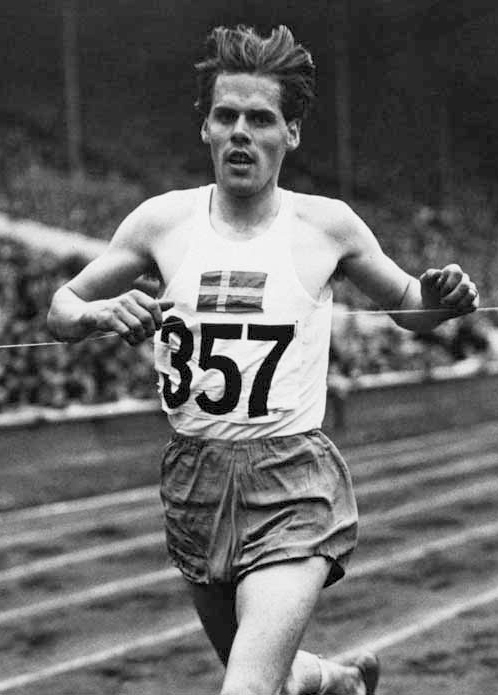
Tore Sjöstrand

Bieg na dystansie 3000 metrów z przeszkodami mężczyzn był jedną z konkurencji rozgrywanych podczas III mistrzostw Europy w Oslo. Bieg został rozegrany w niedzielę, 25 sierpnia 1946 roku. Zwycięzcą tej konkurencji został Francuz Raphaël Pujazon. W rywalizacji wzięło udział jedenastu zawodników z ośmiu reprezentacji.

## Rekordy
| Rekord świata     | Erik Elmsäter (SWE) | 8:59,6 | Sztokholm, Szwecja | 04.08.1944 |
| Rekord Europy     | Erik Elmsäter (SWE) | 8:59,6 | Sztokholm, Szwecja | 04.08.1944 |
| Rekord mistrzostw | Lars Larsson (SWE)  | 9:16,2 | Paryż, Francja     | 05.09.1938 |

## Wyniki
| Miejsce | Zawodnik               | Czas    | Uwagi |
| ------- | ---------------------- | ------- | ----- |
| 1       | Raphaël Pujazon        | 9:01,4  | CR    |
| 2       | Erik Elmsäter          | 9:11,0  |       |
| 3       | Tore Sjöstrand         | 9:14,0  |       |
| 4       | Alf Olesen             | 9:18,8  | NR    |
| 5       | Jean Gallet            | 9:19,6  |       |
| 6       | Pentti Siltaloppi      | 9:21,0  |       |
| 7       | Jindřich Roudný        | 9:33,4  | NR    |
| 8       | Marcel Vandewattyne    | 9:37,0  |       |
| 9       | Wasilios Mawrapostolos | 9:41,2  |       |
| 10      | Tadeusz Świniarski     | 10:22,8 |       |
| –       | Jan Paulů              | DNF     |       |